# Medalja Chaconia
Medalja Chaconia (eng. Chaconia Medal) drugo je najviše odlikovanje  Republike Trinidada i Tobaga, odmah nakon  Reda Republike Trinidada i Tobaga. Ovo odlikovanje ograničeno je na najviše deset primatelja godišnje. Dodjeljuje se za pohvalnu službu u promoviranju nacionalne dobrobiti i zajedničke svijesti. Postoje tri stupnja ovog odlikovanja.